# Great Wilbraham
Great Wilbraham – wieś w Anglii, w hrabstwie Cambridgeshire, w dystrykcie South Cambridgeshire. Leży 10 km na wschód od miasta Cambridge i 82 km na północ od Londynu. W 2001 miejscowość liczyła 639 mieszkańców.